# 血栓性血小板減少性紫斑病
血栓性血小板減少性紫斑病（けっせんせいけっしょうばんげんしょうせいしはんびょう、英: Thrombotic thrombocytopenic purpura; TTP）とは、出血傾向を生じ、また血栓によって赤血球が破壊される疾患。

## 病態
von Willebrand因子分解酵素ADAMTS13(a disintegrin-like and metalloproteienase with thrombospondin type 1 motifs 13)の活性異常により、von Willebrand因子が切断されず、von Willebrand因子と血小板が血管内皮細胞に張り付きやすくなる。全身の毛細血管は血管内皮細胞に裏打ちされているが、毛細血管の内腔は本来なら赤血球がぎりぎり通れる大きさである。しかし本症では血管内皮に血小板が張り付いて血栓を作り毛細血管内腔へ向かってトゲ状になるので、体中の毛細血管で赤血球が破壊されると考えられている。

## 分類
- 特発性 : 原因不明または遺伝的な活性異常。
- 二次性 : 癌、骨髄移植、妊娠、HIV感染などによる活性異常。

## 臨床像
古典的に以下の5つの症状が知られている。
- 出血傾向 : 血小板減少による出血傾向 : 血小板減少による出血傾向とは、全身の網細血管に血小板が張り付く事で血中を流れる血小板が減少して血が止まりにくくなったり、皮下出血を起こして紫斑となって見える事。
- 精神症状・神経障害 : 痙攣、意識障害など
- 発熱
- 貧血 : 微小血管性溶血性貧血 : 微小血管性溶血性貧血とは、毛細血管での赤血球の破壊が全身で起こるので赤血球が減少して貧血になる事。
- 腎障害

## 検査

### 身体所見
- 皮下出血
- 体温の上昇
- 高血圧 : 腎障害による高血圧が認められる。
- 黄疸 : 壊れた赤血球から出てくるヘモグロビンがビリルビンとなり黄疸になる。
- 中枢神経症状: 意識障害、痙攣

### 一般検査
- 尿検査
  - 尿定性検査
    - 血尿 : 腎障害による。
    - 蛋白尿 : 腎障害による。

### 血液検査
- 末梢血塗沫標本検査
  - 赤血球↓ : 破壊によって赤血球が減少する。
  - 血小板↓ : ヴァン・ウィレブランド因子分解酵素活性の異常により血小板が血管内皮に張り付いて消費され、数が低下する。
  - 網赤血球数↑ : 減少した赤血球を作って補うために網赤血球が増加する。
  - 破砕赤血球 : 破壊された赤血球が認められる。

### 生化学検査
- 血清生化学検査
  - LDH↑ : 壊れた赤血球の中からLDHが出てくるのでLDHは高値を示す。
  - Hp↓ : 壊れた赤血球から出てくる大量のヘモグロビン (Hb) を拾うためにフリーなハプトグロビン (Hp) は消費されて低下する。測定されるのはフリーHpである為に検査値は低下する。

- 特殊な検査：
  - von Willebrand因子マルチマー：von Willebrand因子分解酵素の異常により、巨大なマルチマーが分解されず血中に存在していることを確認する。
  - ADAMTS13活性[1]：
ADAMTS13活性は血栓性血小板減少性紫斑病が疑われる血小板減少がみられる患者の診断補助を目的として測定した場合又はその再発を疑い測定した場合に算定できる。
ADAMTS13はvon Willbrand因子（vWF）の特異的切断酵素であり、ADAMTS13活性の低下によりvWFとの均衡が破綻すると、血小板が消費され血栓を形成し、血栓性血小板減少性紫斑病を発症する。

### 機能検査
- 血液機能検査
  - 血液凝固機能検査
凝固因子は問題ないので、プロトロンビン時間（PT）や活性化部分トロンボプラスチン時間（aPTT）は正常である。

### 画像検査
- 頭部CT検査や頭部MRI検査では白質に浮腫が認められる。

### 病理検査
- 骨髄塗沫標本検査
  - 赤芽球↑ : 網赤血球を作るために赤芽球系の細胞数が多くなる。
  - 巨核球↑ : 血小板を作るために巨核球系の細胞数が多くなる。

## 治療
血漿交換療法を行う。免疫機能を和らげる副腎皮質ステロイドや、血小板凝固を妨げる抗血小板薬を使う事もある。LDHの値を指標とする。
血小板輸血は、新たな血栓形成を促進して病態を悪化させるため、絶対にしてはならない禁忌である。
ADAMTS13インヒビターIgGが原因となる免疫異常に対してリツキシマブの治験中である。

## 予後
後遺症として腎不全が残ることが多い。